# أثناسيوس بورنوسوزوف
أثناسيوس بورنوسوزوف (بالبلغارية: Атанас Борносузов؛ مواليد 5 أكتوبر 1979) هو لاعب كرة قدم بلغاري معتزل، كان يشغل مركز لاعب الوسط. مثّل منتخب بلغاريا تحت 21 سنة لكرة القدم، وشارك معه في 22 مباراة دولية. 